# Specchia
Specchia là một đô thị và thị xã của Ý. Đô thị này thuộc tỉnh Lecce trong vùng Apulia. Specchia có diện tích 25 km2, dân số theo ước tính năm 2005 của Viện thống kê quốc gia Ý 4912 là người. 
Các đơn vị dân cư:
Đô thị Specchia giáp với các đô thị:

## Các công trình nổi bật
- Nhà thờ Đức Mẹ (thế kỷ 15)
- Nhà thờ Neri Francescani (vào đầu thế kỷ 16)
- Nhà thờ Assunta Baroque
- Nhà thờ Mira di San Nicola, được thành lập trong thế kỷ 11 nhưng chủ yếu là xây dựng lại vào thế kỷ 16, khi nó được chuyển đổi thành nghi thức Latin từ Byzantine
- Nhà thờ Santa Eufemia (thế kỷ 9 và 10)
- Nhà thờ và tu viện Dominica
- Palazzo Risolo (thế kỷ 16), chiếm các vị trí cũ của lâu đài thời trung cổ
- Palazzo Ripa (thế kỷ 17)